# Campeonato Brasileiro de Futebol de 1986
O Campeonato Brasileiro de Futebol de 1986, originalmente denominado Copa Brasil, foi a 31.ª edição da principal divisão do futebol do Brasil. Organizada pela Confederação Brasileira de Futebol, a competição contou com a participação de 80 clubes e foi disputada em sistema misto, contendo duas fases de grupo classificatórias e uma fase final eliminatória, a partir das oitavas-de-final, com partidas de ida e volta.
O São Paulo sagrou-se campeão, conquistando seu 2º título nacional, enquanto o Guarani ficou com o vice-campeonato. Após empates de 1-1 e 3-3, o título foi decidido nos pênaltis, com o São Paulo sendo campeão por 4 a 3. Foi o segundo nacional conquistado pelo clube paulistano nas penalidades – o primeiro havia sido na edição de 1977 – e a terceira e última vez que o Campeonato Brasileiro foi decidido dessa forma. Careca, do São Paulo, foi o maior goleador do certame, com 21 gols marcados.
Foi também uma das edição mais controversas de toda a história do Campeonato Brasileiro, tendo sido marcada por disputas nas justiças Desportiva e Comum, paralisações do torneio e até mudanças no regulamento com a competição em andamento.

## História

### Antecedentes
O Campeonato Brasileiro de 1986 foi marcado por uma série de controvérsias e mudanças regulamentares que impactaram diretamente a competição e suas edições subsequentes. Originalmente, o torneio seria disputado por 44 equipes, com a possibilidade de inclusão de mais quatro clubes que subiriam da segunda divisão entre as duas fases iniciais. O Conselho Nacional de Desportos (CND), em conjunto com a CBF, estabeleceu que o campeonato de 1986 serviria como classificatório para a futura edição de 1987, que contaria com apenas 24 participantes. Essa nova proposta colocaria fim ao sistema estabelecido desde a criação do novo Campeonato Nacional de Clubes pela então Confederação Brasileira de Desportos na década de 1970, cujos participantes eram definidos pelo desempenho nos campeonatos estaduais do país, e instituiria que a classificação com base no desempenho no próprio Campeonato Brasileiro.   
Desse modo, o regulamento inicial do Brasileiro de 1986 previa que, na primeira fase, 32 equipes se classificariam para a segunda fase: as seis primeiras colocadas de cada um dos quatro grupos formados por 11 clubes, mais as quatro melhores campanhas por índice técnico, e os vencedores de cada um dos quatro grupos do Torneio Paralelo de 1986. Na segunda fase, as 24 melhores colocadas garantiriam vaga na primeira divisão do Brasileiro de 1987. O regulamento previa que estavam automaticamente rebaixados para a segunda divisão de 1987— e sem possibilidade de subirem para a divisão principal no mesmo ano – tanto os clubes eliminados na primeira fase quanto aos dois piores colocados de cada uma das quatro chaves da segunda fase do Brasileiro de 1986.

### Disputas judiciais e mudanças no regulamento na Primeira Fase
No entanto, já durante a primeira fase do Brasileiro, o Vasco da Gama, que corria o risco de não se classificar para a fase seguinte, entrou com uma ação na Justiça Comum para anular uma decisão do Superior Tribunal de Justiça Desportiva (STJD). O caso envolvia a partida entre Joinville e Sergipe, que terminou em 1-1 em 29 de setembro de 1986, mas teve os pontos atribuídos ao Joinville após o STJD punir o Sergipe por um caso de doping envolvendo o jogador Carlos Alberto. A anulação da decisão daria a vaga da equipe catarinense ao time carioca.
Como o Joinville também entrou na Justiça para garantir o seu direito, a CBF resolveu inicialmente classificar os dois clubes em litígio judicial a fim de encerrar as disputas extracampo. No entanto, para atendê-los, a confederação tiraria a vaga da Portuguesa, que também enfrentava questões judiciais relacionadas à venda de ingressos. A possível eliminação da Lusa gerou revolta entre os clubes paulistas, que ameaçaram abandonar a competição. Diante da pressão, a CBF decidiu alterar o regulamento, classificando para a segunda fase 36 times em vez de 32. Isso beneficiou não apenas o Vasco da Gama, como também Náutico, Santa Cruz e Sobradinho. Além disso, o número de classificados para a primeira divisão de 1987 seria ampliado para 28, em vez dos 24 originais.
A segunda fase do Brasileiro de 1986 teve prosseguimento com quatro grupos originalmente previstos, mas com nove clubes cada. As equipes jogaram entre si em turno e returno, totalizando 16 rodadas. Avançaram para a fase eliminatória os quatro melhores de cada chave. As equipes que terminassem entre a quinta e a sétima colocação garantiriam presença na Primeira Divisão da temporada seguinte e, por fim, os dois últimos colocados estariam rebaixados para a Segunda Divisão. 

### Fase Final
Na fase de mata-matas do Brasileiro de 1986, as equipes se enfrentaram em jogos de ida e volta a partir de confrontos nas oitavas. O Guarani eliminou o Vasco da Gama com duas vitórias. América e Atlético Mineiro classificaram-se após vitória e empate contra seus adversários. Bahia e São Paulo avançaram pelo saldo de gols após perderem fora e vencerem em casa. Após igualdade de pontos e saldo de gols em seus duelos, Corinthians, Cruzeiro e Fluminense levaram a melhor sobre seus rivais por terem tido campanha superior na fase anterior.
Na fase de quartas de final, o Guarani continuou sua boa campanha, empatando em 2 a 2 com o Bahia em Campinas e vencendo por 1 a 0 em Salvador. No clássico mineiro, Atlético Mineiro e Cruzeiro mantiveram a igualdade nas duas partidas, mas o Galo avançou para a semifinal devido ao melhor desempenho na fase anterior. O Fluminense, que havia vencido o São Paulo por 1 a 0 no Rio de Janeiro, não conseguiu segurar o time paulista, sendo derrotado por 2 a 0 em São Paulo. Já o América surpreendeu o Corinthians com uma vitória por 2 a 0 no Rio e se classificou mesmo perdendo fora por 2 a 1.
Nas semifinais, o o Guarani empatou 0 a 0 com o Atlético Mineiro fora de casa e venceu por 2 a 1 em Campinas, chegando à final. O São Paulo venceu o América com uma vitória de 1 a 0 no Morumbi e um empate por 1 a 1 no Rio de Janeiro, se classificando para a grande decisão.
A final foi disputada entre São Paulo e Guarani, com jogos realizados nos dias 22 e 25 de fevereiro de 1987. O primeiro jogo no Morumbi terminou em empate por 1 a 1, com gols de Careca para o São Paulo e Evair para o Guarani. O jogo de volta, no estádio Brinco de Ouro da Princesa, em Campinas, é tido como um dos mais emblemáticos da história do Campeonato Brasileiro. Assim como na ida, também houve empate por 1 a 1 no tempo normal, com Careca novamente marcando para o São Paulo e Evair empatando para o Guarani. Na prorrogação, o São Paulo abriu o placar com Pita, mas o Guarani virou com gols de Marco Antônio Boiadeiro e João Paulo. Careca, no entanto, garantiu o empate em 3 a 3 nos momentos finais, forçando a decisão nos pênaltis. Boiadeiro cobrou a primeira penalidade para o Guarani, e Gilmar defendeu. Careca foi o primeiro a bater para o São Paulo, e Sérgio Néri defendeu. Depois, João Paulo desperdiçou uma penalidade para o Bugre, mandando a bola por cima do travessão. Na sequência, os são-paulinos acertaram todas com Dario Pereyra, Rômulo, Fonseca e Wagner, e venceram a disputa, conquistando o segundo título nacional do clube.

### Legado
Se o novo regulamento tivesse sido seguido à risca, as 28 equipes que disputariam a Primeira Divisão do Campeonato Brasileiro de 1987 seriam: America, Atlético Goianiense, Atlético Mineiro, Atlético Paranaense, Bahia, Bangu, Ceará, Corinthians, Criciúma, Cruzeiro, CSA, Flamengo, Fluminense, Goiás, Grêmio, Guarani, Inter de Limeira, Internacional, Joinville, Náutico, Palmeiras, Portuguesa, Rio Branco-ES, Santa Cruz, Santos, São Paulo, Treze e Vasco da Gama. No entanto, entre os oito clubes rebaixados na segunda fase do Brasileiro de 1986 estava o Botafogo, que conseguiu pelo STJD permanecer na primeira divisão, levando outros clubes a seguirem o mesmo caminho, enquanto, pela Justiça Comum, o Coritiba fazia o mesmo.
Em 1987, a criação do Clube dos 13 e a realização da Copa União alteraram drasticamente o cenário do futebol brasileiro, numa tentativa de reorganização institucional do futebol brasileiro elaborada pelos principais clubes do país que almejavam um campeonato mais rentável. Várias equipes que deveriam participar da Primeira Divisão foram excluídas, incluindo Atlético Goianiense, Atlético Paranaense, América, Bangu, Ceará, Criciúma, CSA, Guarani, Inter de Limeira, Joinville, Náutico, Portuguesa, Rio Branco-ES e Treze. Dessas, apenas o América recusou-se a participar do chamado Módulo Amarelo, organizado pela CBF em 1987.
O Clube dos 13, por sua vez, incluiu duas equipes que originalmente deveriam disputar a Segunda Divisão em 1987: Botafogo e Coritiba. Já a CBF, ao organizar o Módulo Amarelo, chamou Sport e Vitória, que também estavam inicialmente destinados à Segunda Divisão. Se a CBF tivesse seguido o critério de convocar as equipes com melhores campanhas na segunda fase de 1986, o Vitória e a Ponte Preta seriam os clubes beneficiados, mas a Ponte Preta acabou relegada ao Módulo Azul, sendo indeferido o seu pedido pela CBF para integrar o torneio oficial da entidade. O Sport, portanto, foi um dos "grandes beneficiados" pela mudança de regulamento, conhecida como "Virada de Mesa" segundo a grande mídia que apoiou a ideia do Clube dos 13 (C13), idealizada por Eurico Miranda, quando o Vasco da Gama (C13) estava ameaçado de rebaixamento e  depois pelo Botafogo (C13) no STJD e o Coritiba (C13) na justiça comum.

## Participantes
Para os clubes participantes do Torneio Paralelo, veja: Torneio Paralelo de 1986.
| Equipe              | Cidade         | Estado | Estaduais                                 | Título(s)                                  |
| ------------------- | -------------- | ------ | ----------------------------------------- | ------------------------------------------ |
| Alecrim             | Natal          | RN     | Campeão potiguar de 1985                  | 0 (não possui)                             |
| America-RJ          | Rio de Janeiro | RJ     | Quinto colocado do carioca de 1985        | 0 (não possui)                             |
| Atlético Goianiense | Goiânia        | GO     | Campeão goiano de 1985                    | 0 (não possui)                             |
| Atlético Mineiro    | Belo Horizonte | MG     | Campeão mineiro de 1985                   | 2 (1937, 1971)                             |
| Atlético Paranaense | Curitiba       | PR     | Campeão paranaense de 1985                | 0 (não possui)                             |
| Bahia               | Salvador       | BA     | Vice-campeão baiano de 1985               | 1 (1959)                                   |
| Bangu               | Rio de Janeiro | RJ     | Vice-campeão carioca de 1985              | 0 (não possui)                             |
| Botafogo            | Rio de Janeiro | RJ     | Oitavo colocado no carioca de 1985        | 1 (1968)                                   |
| Botafogo-PB         | João Pessoa    | PB     | Campeão paraibano de 1985                 | 0 (não possui)                             |
| Ceará               | Fortaleza      | CE     | Vice-campeão cearense de 1985             | 0 (não possui)                             |
| Central             | Caruaru        | PE     | Grupo F do Torneio Paralelo de 1986       | 0 (não possui)                             |
| Operário VG         | Várzea Grande  | MT     | Campeão mato-grossense de 1985            | 0 (não possui)                             |
| Comercial-MS        | Campo Grande   | MS     | Campeão sul-mato-grossense de 1985        | 0 (não possui)                             |
| Corinthians         | São Paulo      | SP     | Quinto colocado no paulista de 1985       | 0 (não possui)                             |
| Coritiba            | Curitiba       | PR     | Campeão brasileiro de 1985                | 1 (1985)                                   |
| Criciúma            | Criciúma       | SC     | Grupo H do Torneio Paralelo de 1986       | 0 (não possui)                             |
| Cruzeiro            | Belo Horizonte | MG     | Vice-campeão mineiro de 1985              | 1 (1966)                                   |
| CSA                 | Maceió         | AL     | Campeão alagoano de 1985                  | 0 (não possui)                             |
| Flamengo            | Rio de Janeiro | RJ     | Terceiro colocado no carioca de 1985      | 3 (1980, 1982, 1983)                       |
| Fluminense          | Rio de Janeiro | RJ     | Campeão carioca de 1985                   | 2 (1970, 1984)                             |
| Fortaleza           | Fortaleza      | CE     | Campeão cearense de 1985                  | 0 (não possui)                             |
| Goiás               | Goiânia        | GO     | Vice-campeão goiano de 1985               | 0 (não possui)                             |
| Grêmio              | Porto Alegre   | RS     | Campeão gaúcho de 1985                    | 1 (1981)                                   |
| Guarani             | Campinas       | SP     | Terceiro colocado no paulista de 1985     | 1 (1978)                                   |
| Inter de Limeira    | Limeira        | SP     | Grupo G do Torneio Paralelo de 1986       | 0 (não possui)                             |
| Internacional       | Porto Alegre   | RS     | Vice-campeão gaúcho de 1985               | 3 (1975, 1976, 1979)                       |
| Joinville           | Joinville      | SC     | Campeão catarinense de 1985               | 0 (não possui)                             |
| Nacional-AM         | Manaus         | AM     | Campeão amazonense de 1985                | 0 (não possui)                             |
| Náutico             | Recife         | PE     | Campeão pernambucano de 1985              | 0 (não possui)                             |
| Operário-MS         | Campo Grande   | MS     | Vice-campeão sul-mato-grossense de 1985   | 0 (não possui)                             |
| Palmeiras           | São Paulo      | SP     | Sétimo colocado no paulista de 1985       | 6 (1960, 1967, 1967 RGP, 1969, 1972, 1973) |
| Paysandu            | Belém          | PA     | Campeão paraense de 1985                  | 0 (não possui)                             |
| Piauí               | Teresina       | PI     | Campeão piauiense de 1985                 | 0 (não possui)                             |
| Ponte Preta         | Campinas       | SP     | Nono colocado no paulista de 1985         | 0 (não possui)                             |
| Portuguesa          | São Paulo      | SP     | Vice-campeã paulista de 1985              | 0 (não possui)                             |
| Remo                | Belém          | PA     | Vice-campeão paraense de 1985             | 0 (não possui)                             |
| Rio Branco-ES       | Vitória        | ES     | Campeão capixaba de 1985                  | 0 (não possui)                             |
| Sampaio Corrêa      | São Luís       | MA     | Campeão maranhense de 1985                | 0 (não possui)                             |
| Santa Cruz          | Recife         | PE     | Vice-campeão pernambucano de 1985         | 0 (não possui)                             |
| Santos              | Santos         | SP     | Sexto colocado no paulista de 1985        | 6 (1961, 1962, 1963, 1964, 1965, 1968 RGP) |
| São Paulo           | São Paulo      | SP     | Campeão paulista de 1985                  | 1 (1977)                                   |
| Sergipe             | Aracaju        | SE     | Campeão sergipano de 1985                 | 0 (não possui)                             |
| Sobradinho          | Sobradinho     | DF     | Campeão brasiliense de 1985               | 0 (não possui)                             |
| Sport               | Recife         | PE     | Terceiro colocado no pernambucano de 1985 | 0 (não possui)                             |
| Treze               | Campina Grande | PB     | Grupo E do Torneio Paralelo de 1986       | 0 (não possui)                             |
| Tuna Luso           | Belém          | PA     | Campeã da Taça de Prata de 1985           | 0 (não possui)                             |
| Vasco da Gama       | Rio de Janeiro | RJ     | Quarto colocado no carioca de 1985        | 1 (1974)                                   |
| Vitória             | Salvador       | BA     | Campeão baiano de 1985                    | 0 (não possui)                             |

## Fórmula de disputa
Primeira fase, grupos A-D: 44 equipes, divididas em quatro grupos de onze, jogando em turno único dentro de cada grupo. Classificam-se para a próxima fase os seis primeiros colocados de cada grupo, mais oito independentemente de grupo.
Primeira fase, grupos E-H (Torneio Paralelo): 36 equipes, divididas em quatro grupos de nove, jogando em turno único dentro de cada grupo. Classifica-se para a próxima fase o primeiro colocado de cada grupo.
Segunda fase: 36 equipes, divididas em quatro grupos de nove, jogando em turno e returno dentro de cada grupo. Classificam-se para a fase final os quatro primeiros colocados de cada grupo.
Fase final (com oitavas de final, quartas de final, semifinais e final): sistema eliminatório, com jogos de ida e volta. Mando de campo do segundo jogo e vantagem em caso de empate para a equipe com melhor campanha. Exceção: no confronto final, em caso de empate, decisão por prorrogação e pênaltis.

## Confrontos

### Primeira fase

#### Grupo A
| Time | Time           | P  | J  | V | E | D | GP | GC | SG  |
| ---- | -------------- | -- | -- | - | - | - | -- | -- | --- |
| 1    | São Paulo      | 17 | 10 | 7 | 3 | 0 | 21 | 7  | 14  |
| 2    | Internacional  | 14 | 10 | 5 | 4 | 1 | 13 | 5  | 8   |
| 3    | Sport          | 13 | 10 | 5 | 3 | 2 | 11 | 6  | 5   |
| 4    | Fluminense     | 12 | 10 | 5 | 2 | 3 | 9  | 7  | 2   |
| 5    | Bangu          | 12 | 10 | 4 | 4 | 2 | 11 | 6  | 5   |
| 6    | Ceará          | 10 | 10 | 3 | 4 | 3 | 8  | 10 | -2  |
| 7    | Sobradinho     | 8  | 10 | 3 | 2 | 5 | 8  | 12 | -4  |
| 8    | Operário-MS    | 7  | 10 | 3 | 1 | 6 | 9  | 15 | -6  |
| 9    | Sampaio Corrêa | 6  | 10 | 1 | 4 | 5 | 5  | 15 | -10 |
| 10   | Remo           | 6  | 10 | 0 | 6 | 4 | 9  | 15 | -6  |
| 11   | Coritiba       | 5  | 10 | 1 | 3 | 6 | 3  | 9  | -6  |

|     | BAN | CEA | CTB | FLU | INT | OMS | REM | SAM | SPA | SOB | SPO |
| --- | --- | --- | --- | --- | --- | --- | --- | --- | --- | --- | --- |
| BAN | —   | 0-1 | 1-0 | 0-1 | 1-1 | 2-0 | 2-2 | 0-0 | 1-1 | 3-0 | 1-0 |
| CEA | 1-0 | —   | 1-0 | 0-2 | 1-1 | 0-0 | 1-1 | 3-0 | 0-4 | 1-2 | 0-0 |
| CTB | 0-1 | 0-1 | —   | 0-1 | 1-0 | 0-2 | 1-1 | 0-0 | 0-1 | 1-1 | 0-1 |
| FLU | 1-0 | 2-0 | 1-0 | —   | 0-2 | 1-0 | 1-1 | 0-0 | 2-3 | 1-0 | 0-1 |
| INT | 1-1 | 1-1 | 0-1 | 2-0 | —   | 3-1 | 3-1 | 2-0 | 0-0 | 1-0 | 0-0 |
| OMS | 0-2 | 0-0 | 2-0 | 0-1 | 1-3 | —   | 2-1 | 0-1 | 1-2 | 2-1 | 1-4 |
| REM | 2-2 | 1-1 | 1-1 | 1-1 | 1-3 | 1-2 | —   | 2-2 | 0-2 | 0-1 | 0-0 |
| SAM | 0-0 | 0-3 | 0-0 | 0-0 | 0-2 | 1-0 | 2-2 | —   | 0-4 | 1-2 | 1-2 |
| SPA | 1-1 | 4-0 | 1-0 | 3-2 | 0-0 | 2-1 | 2-0 | 4-0 | —   | 1-1 | 3-2 |
| SOB | 0-3 | 2-1 | 1-1 | 0-1 | 0-1 | 1-2 | 1-0 | 2-1 | 1-1 | —   | 0-1 |
| SPO | 0-1 | 0-0 | 1-0 | 1-0 | 0-0 | 4-1 | 0-0 | 2-1 | 2-3 | 1-0 | —   |

|  |                                                                        |
|  | Equipes classificadas para a segunda fase                              |
|  | Equipes classificadas para a segunda fase (vaga independente de grupo) |
|  | Equipes eliminadas                                                     |

Obs.: Os escores em negrito indicam as partidas onde a equipe da linha horizontal foi a mandante.

#### Grupo B
| Time | Time                | P  | J  | V | E | D | GP | GC | SG  |
| ---- | ------------------- | -- | -- | - | - | - | -- | -- | --- |
| 1    | Flamengo            | 14 | 10 | 6 | 2 | 2 | 15 | 7  | 8   |
| 2    | Ponte Preta         | 13 | 10 | 6 | 1 | 3 | 18 | 11 | 7   |
| 3    | Corinthians         | 13 | 10 | 5 | 3 | 2 | 16 | 6  | 10  |
| 4    | Atlético Paranaense | 12 | 10 | 4 | 4 | 2 | 12 | 5  | 7   |
| 5    | Grêmio              | 11 | 10 | 4 | 3 | 3 | 15 | 11 | 4   |
| 6    | America-RJ          | 10 | 10 | 4 | 2 | 4 | 10 | 11 | -1  |
| 7    | Joinville(*)        | 10 | 10 | 4 | 2 | 4 | 14 | 17 | -3  |
| 8    | Goiás               | 10 | 10 | 3 | 4 | 3 | 8  | 9  | -1  |
| 9    | Botafogo-PB         | 7  | 10 | 3 | 1 | 6 | 9  | 16 | -7  |
| 10   | Sergipe(*)          | 7  | 10 | 3 | 1 | 6 | 5  | 16 | -11 |
| 11   | Paysandu            | 3  | 10 | 1 | 1 | 8 | 5  | 18 | -13 |

|     | ARJ | APR | BPB | COR | FLA | GRE | GOI | JOI | PAY | PON | SER |
| --- | --- | --- | --- | --- | --- | --- | --- | --- | --- | --- | --- |
| ARJ | —   | 0-0 | 1-0 | 0-0 | 0-2 | 2-0 | 2-3 | 1-4 | 1-0 | 3-1 | 0-1 |
| APR | 0-0 | —   | 0-0 | 0-0 | 2-1 | 1-2 | 0-0 | 0-2 | 4-0 | 4-0 | 1-0 |
| BPB | 0-1 | 0-0 | —   | 0-1 | 0-2 | 2-5 | 1-0 | 3-2 | 2-0 | 1-4 | 0-1 |
| COR | 0-0 | 0-0 | 1-0 | —   | 3-2 | 1-2 | 3-0 | 0-1 | 1-0 | 1-1 | 6-0 |
| FLA | 2-0 | 1-2 | 2-0 | 2-3 | —   | 0-0 | 0-0 | 2-1 | 4-1 | 1-0 | 1-0 |
| GRE | 0-2 | 2-1 | 5-2 | 2-1 | 0-0 | —   | 1-1 | 5-1 | 0-1 | 0-2 | 0-0 |
| GOI | 3-2 | 0-0 | 0-1 | 0-3 | 0-0 | 1-1 | —   | 0-0 | 2-1 | 0-1 | 2-0 |
| JOI | 4-1 | 2-0 | 2-3 | 1-0 | 1-2 | 1-5 | 0-0 | —   | 1-1 | 1-4 | 1-1 |
| PAY | 0-1 | 0-4 | 0-2 | 0-1 | 1-4 | 1-0 | 1-2 | 1-1 | —   | 0-1 | 1-2 |
| PON | 1-3 | 0-4 | 4-1 | 1-1 | 0-1 | 2-0 | 1-0 | 4-1 | 1-0 | —   | 4-0 |
| SER | 1-0 | 0-1 | 1-0 | 0-6 | 0-1 | 0-0 | 0-2 | 1-1 | 2-1 | 0-4 | —   |

|  |                                                                        |
|  | Equipes classificadas para a segunda fase                              |
|  | Equipes classificadas para a segunda fase (vaga independente de grupo) |
|  | Equipes eliminadas                                                     |

(*) O Sergipe perdeu os pontos da partida contra o Joinville, por causa do doping de um de seus jogadores.
Obs.: Os escores em negrito indicam as partidas onde a equipe da linha horizontal foi a mandante.

#### Grupo C
| Time | Time                | P  | J  | V | E | D | GP | GC | SG  |
| ---- | ------------------- | -- | -- | - | - | - | -- | -- | --- |
| 1    | Bahia               | 17 | 10 | 7 | 3 | 0 | 19 | 4  | 15  |
| 2    | Guarani             | 16 | 10 | 7 | 2 | 1 | 19 | 5  | 14  |
| 3    | Santos              | 14 | 10 | 6 | 2 | 2 | 16 | 6  | 10  |
| 4    | Rio Branco-ES       | 14 | 10 | 5 | 4 | 1 | 10 | 5  | 5   |
| 5    | Cruzeiro            | 11 | 10 | 4 | 3 | 3 | 12 | 6  | 6   |
| 6    | Atlético Goianiense | 10 | 10 | 4 | 2 | 4 | 9  | 8  | 1   |
| 7    | Vasco da Gama       | 9  | 10 | 3 | 3 | 4 | 11 | 4  | 7   |
| 8    | Náutico             | 8  | 10 | 4 | 0 | 6 | 7  | 13 | -6  |
| 9    | Tuna Luso           | 5  | 10 | 2 | 1 | 7 | 8  | 20 | -12 |
| 10   | Piauí               | 3  | 10 | 1 | 1 | 8 | 6  | 26 | -20 |
| 11   | Operário VG         | 3  | 10 | 1 | 1 | 8 | 4  | 24 | -20 |

|     | AGO | BAH | CRU | GUA | NAU | OMT | PIA | RBR | SAN | TUN | VAS |
| --- | --- | --- | --- | --- | --- | --- | --- | --- | --- | --- | --- |
| AGO | —   | 1-1 | 0-2 | 1-0 | 0-1 | 3-0 | 2-1 | 1-2 | 0-1 | 1-0 | 0-0 |
| BAH | 1-1 | —   | 0-0 | 1-1 | 1-0 | 2-1 | 3-1 | 4-0 | 3-0 | 3-0 | 1-0 |
| CRU | 2-0 | 0-0 | —   | 0-1 | 0-1 | 2-0 | 3-0 | 0-0 | 2-3 | 3-1 | 0-0 |
| GUA | 0-1 | 1-1 | 1-0 | —   | 1-0 | 2-0 | 8-2 | 0-0 | 1-0 | 4-1 | 1-0 |
| NAU | 1-0 | 0-1 | 1-0 | 0-1 | —   | 3-1 | 0-1 | 0-1 | 0-5 | 1-3 | 1-0 |
| OMT | 0-3 | 1-2 | 0-2 | 0-2 | 1-3 | —   | 0-0 | 0-2 | 0-3 | 2-1 | 0-6 |
| PIA | 1-2 | 1-3 | 0-3 | 2-8 | 1-0 | 0-0 | —   | 0-4 | 0-2 | 1-2 | 0-2 |
| RBR | 2-1 | 0-4 | 0-0 | 0-0 | 1-0 | 0-2 | 4-0 | —   | 0-0 | 0-0 | 1-0 |
| SAN | 1-0 | 0-3 | 3-2 | 0-1 | 5-0 | 3-0 | 2-0 | 0-0 | —   | 2-0 | 0-0 |
| TUN | 0-1 | 0-3 | 1-3 | 1-4 | 3-1 | 1-2 | 2-1 | 0-0 | 0-2 | —   | 0-3 |
| VAS | 0-0 | 0-1 | 0-0 | 0-1 | 0-1 | 6-0 | 2-0 | 0-1 | 0-0 | 3-0 | —   |

|  |                                                                        |
|  | Equipes classificadas para a segunda fase                              |
|  | Equipes classificadas para a segunda fase (vaga independente de grupo) |
|  | Equipes eliminadas                                                     |

Obs.: Os escores em negrito indicam as partidas onde a equipe da linha horizontal foi a mandante.

#### Grupo D
| Time | Time             | P  | J  | V | E | D | GP | GC | SG  |
| ---- | ---------------- | -- | -- | - | - | - | -- | -- | --- |
| 1    | Atlético Mineiro | 17 | 10 | 7 | 3 | 0 | 18 | 6  | 12  |
| 2    | Portuguesa       | 12 | 10 | 4 | 4 | 2 | 12 | 12 | 0   |
| 3    | Vitória          | 11 | 10 | 2 | 7 | 1 | 12 | 10 | 2   |
| 4    | Palmeiras        | 10 | 10 | 4 | 2 | 4 | 19 | 10 | 9   |
| 5    | Nacional-AM      | 10 | 10 | 3 | 4 | 3 | 10 | 9  | 1   |
| 6    | CSA              | 10 | 10 | 3 | 4 | 3 | 8  | 7  | 1   |
| 7    | Botafogo         | 10 | 10 | 3 | 4 | 3 | 11 | 11 | 0   |
| 8    | Comercial-MS     | 10 | 10 | 3 | 4 | 3 | 9  | 11 | -2  |
| 9    | Santa Cruz       | 9  | 10 | 3 | 3 | 4 | 11 | 14 | -3  |
| 10   | Fortaleza        | 6  | 10 | 2 | 2 | 6 | 7  | 19 | -12 |
| 11   | Alecrim          | 5  | 10 | 1 | 3 | 6 | 7  | 15 | -8  |

|     | ALE | AMG | BOT | CMS | CSA | FOR | NAC | PAL | POR | SAN | VIT |
| --- | --- | --- | --- | --- | --- | --- | --- | --- | --- | --- | --- |
| ALE | —   | 1-2 | 1-2 | 0-0 | 1-2 | 0-2 | 0-1 | 0-3 | 2-2 | 1-0 | 1-1 |
| AMG | 2-1 | —   | 4-2 | 2-1 | 2-0 | 4-0 | 0-0 | 1-0 | 2-1 | 1-1 | 0-0 |
| BOT | 2-1 | 2-4 | —   | 1-1 | 1-1 | 2-0 | 0-0 | 0-2 | 1-2 | 2-0 | 0-0 |
| CMS | 0-0 | 1-2 | 1-1 | —   | 1-0 | 1-0 | 2-1 | 2-4 | 1-1 | 0-0 | 0-2 |
| CSA | 2-1 | 0-2 | 1-1 | 0-1 | —   | 0-0 | 0-0 | 1-0 | 4-0 | 0-2 | 0-0 |
| FOR | 2-0 | 0-4 | 0-2 | 0-1 | 0-0 | —   | 1-0 | 0-6 | 0-1 | 2-3 | 2-2 |
| NAC | 1-0 | 0-0 | 0-0 | 1-2 | 0-0 | 0-1 | —   | 2-1 | 1-2 | 3-1 | 2-2 |
| PAL | 3-0 | 0-1 | 2-0 | 4-2 | 0-1 | 6-0 | 1-2 | —   | 0-0 | 1-2 | 2-2 |
| POR | 2-2 | 1-2 | 2-1 | 1-1 | 0-4 | 1-0 | 2-1 | 0-0 | —   | 1-1 | 2-0 |
| SAN | 0-1 | 1-1 | 0-2 | 0-0 | 2-0 | 3-2 | 1-3 | 2-1 | 1-1 | —   | 1-3 |
| VIT | 1-1 | 0-0 | 0-0 | 2-0 | 0-0 | 2-2 | 2-2 | 2-2 | 0-2 | 1-3 | —   |

|  |                                                                        |
|  | Equipes classificadas para a segunda fase                              |
|  | Equipes classificadas para a segunda fase (vaga independente de grupo) |
|  | Equipes eliminadas                                                     |

Obs.: Os escores em negrito indicam as partidas onde a equipe da linha horizontal foi a mandante.

### Grupo E
| Tabela de classificação | Tabela de classificação | Tabela de classificação | Tabela de classificação | Tabela de classificação | Tabela de classificação | Tabela de classificação | Tabela de classificação | Tabela de classificação | Tabela de classificação |
| Time | Time                    | PG                      | J                       | V                       | E                       | D                       | GP                      | GC                      | SG                      |
| --- | ----------------------- | ----------------------- | ----------------------- | ----------------------- | ----------------------- | ----------------------- | ----------------------- | ----------------------- | ----------------------- |
| 1 | Treze                   | 12                      | 8                       | 5                       | 2                       | 1                       | 8                       | 2                       | +6                      |
| 2 | Maranhão                | 10                      | 8                       | 4                       | 2                       | 2                       | 10                      | 7                       | +3                      |
| 3 | Rio Negro               | 10                      | 8                       | 3                       | 4                       | 1                       | 5                       | 2                       | +3                      |
| 4 | Moto Club               | 9                       | 8                       | 4                       | 1                       | 3                       | 9                       | 10                      | -1                      |
| 5 | América de Natal        | 9                       | 8                       | 3                       | 3                       | 2                       | 9                       | 3                       | +6                      |
| 6 | Guarany de Sobral       | 8                       | 8                       | 3                       | 2                       | 3                       | 8                       | 9                       | -1                      |
| 7 | Ferroviário             | 6                       | 8                       | 1                       | 4                       | 3                       | 7                       | 8                       | -1                      |
| 8 | Sport Belém             | 4                       | 8                       | 1                       | 2                       | 5                       | 5                       | 11                      | -6                      |
| 9 | River                   | 4                       | 8                       | 0                       | 4                       | 4                       | 6                       | 15                      | -9                      |
| PG – Pontos ganhos; J – Jogos disputados; V - Vitórias; E - Empates; D - Derrotas; GP – Gols pró; GC – Gols contra; SG – Saldo de gols |                         |                         |                         |                         |                         |                         |                         |                         |                         |

### Grupo F
| Tabela de classificação | Tabela de classificação | Tabela de classificação | Tabela de classificação | Tabela de classificação | Tabela de classificação | Tabela de classificação | Tabela de classificação | Tabela de classificação | Tabela de classificação |
| Time | Time                    | PG                      | J                       | V                       | E                       | D                       | GP                      | GC                      | SG                      |
| --- | ----------------------- | ----------------------- | ----------------------- | ----------------------- | ----------------------- | ----------------------- | ----------------------- | ----------------------- | ----------------------- |
| 1 | Central                 | 11                      | 8                       | 5                       | 1                       | 2                       | 11                      | 6                       | +5                      |
| 2 | Americano               | 11                      | 8                       | 5                       | 1                       | 2                       | 11                      | 6                       | +5                      |
| 3 | Goytacaz                | 9                       | 8                       | 4                       | 1                       | 3                       | 12                      | 11                      | +1                      |
| 4 | Desportiva              | 8                       | 8                       | 3                       | 2                       | 2                       | 9                       | 7                       | +2                      |
| 5 | CRB                     | 8                       | 8                       | 3                       | 2                       | 3                       | 6                       | 7                       | -1                      |
| 6 | Catuense                | 8                       | 8                       | 2                       | 4                       | 2                       | 9                       | 9                       | 0                       |
| 7 | Taguatinga              | 7                       | 8                       | 3                       | 1                       | 4                       | 14                      | 12                      | +2                      |
| 8 | Fluminense de Feira     | 6                       | 8                       | 1                       | 4                       | 3                       | 7                       | 12                      | -5                      |
| 9 | Confiança               | 4                       | 8                       | 1                       | 2                       | 5                       | 5                       | 14                      | -9                      |
| PG – Pontos ganhos; J – Jogos disputados; V - Vitórias; E - Empates; D - Derrotas; GP – Gols pró; GC – Gols contra; SG – Saldo de gols |                         |                         |                         |                         |                         |                         |                         |                         |                         |

- No confronto direto, Central 2x0 Americano.

### Grupo G
| Tabela de classificação | Tabela de classificação | Tabela de classificação | Tabela de classificação | Tabela de classificação | Tabela de classificação | Tabela de classificação | Tabela de classificação | Tabela de classificação | Tabela de classificação |
| Time | Time                    | PG                      | J                       | V                       | E                       | D                       | GP                      | GC                      | SG                      |
| --- | ----------------------- | ----------------------- | ----------------------- | ----------------------- | ----------------------- | ----------------------- | ----------------------- | ----------------------- | ----------------------- |
| 1 | Inter de Limeira        | 13                      | 8                       | 6                       | 1                       | 1                       | 16                      | 3                       | +13                     |
| 2 | Juventus                | 12                      | 8                       | 4                       | 4                       | 0                       | 8                       | 2                       | +6                      |
| 3 | Santo André             | 9                       | 8                       | 3                       | 3                       | 2                       | 8                       | 8                       | 0                       |
| 4 | Anápolis                | 8                       | 8                       | 3                       | 2                       | 3                       | 8                       | 9                       | -1                      |
| 5 | Itumbiara               | 8                       | 8                       | 1                       | 6                       | 1                       | 6                       | 7                       | -1                      |
| 6 | América Mineiro         | 7                       | 8                       | 2                       | 3                       | 3                       | 10                      | 9                       | +1                      |
| 7 | Ubiratan                | 6                       | 7                       | 1                       | 4                       | 2                       | 5                       | 6                       | -1                      |
| 8 | Mixto                   | 4                       | 8                       | 1                       | 2                       | 5                       | 9                       | 21                      | -12                     |
| 9 | Uberlândia              | 3                       | 7                       | 0                       | 3                       | 4                       | 2                       | 7                       | -5                      |
| PG – Pontos ganhos; J – Jogos disputados; V - Vitórias; E - Empates; D - Derrotas; GP – Gols pró; GC – Gols contra; SG – Saldo de gols |                         |                         |                         |                         |                         |                         |                         |                         |                         |

- O jogo entre Ubiratan e Uberlândia, marcado para a oitava rodada do grupo G, não foi disputado, por acordo entre os dois clubes e a CBF.

### Grupo H
| Tabela de classificação | Tabela de classificação | Tabela de classificação | Tabela de classificação | Tabela de classificação | Tabela de classificação | Tabela de classificação | Tabela de classificação | Tabela de classificação | Tabela de classificação |
| Time | Time                    | PG                      | J                       | V                       | E                       | D                       | GP                      | GC                      | SG                      |
| --- | ----------------------- | ----------------------- | ----------------------- | ----------------------- | ----------------------- | ----------------------- | ----------------------- | ----------------------- | ----------------------- |
| 1 | Criciúma                | 14                      | 8                       | 6                       | 2                       | 0                       | 12                      | 4                       | +8                      |
| 2 | Marcílio Dias           | 10                      | 8                       | 4                       | 2                       | 2                       | 8                       | 6                       | +2                      |
| 3 | Pinheiros               | 9                       | 8                       | 3                       | 3                       | 2                       | 11                      | 9                       | 2                       |
| 4 | Londrina                | 9                       | 8                       | 3                       | 3                       | 2                       | 9                       | 8                       | +1                      |
| 5 | Juventude               | 8                       | 8                       | 2                       | 4                       | 2                       | 7                       | 5                       | +2                      |
| 6 | Avaí                    | 7                       | 8                       | 3                       | 1                       | 4                       | 5                       | 6                       | -1                      |
| 7 | Novo Hamburgo           | 7                       | 8                       | 3                       | 1                       | 4                       | 8                       | 11                      | -3                      |
| 8 | Brasil de Pelotas       | 4                       | 8                       | 1                       | 2                       | 5                       | 8                       | 13                      | -5                      |
| 9 | Cascavel                | 4                       | 8                       | 0                       | 4                       | 4                       | 6                       | 12                      | -6                      |
| PG – Pontos ganhos; J – Jogos disputados; V - Vitórias; E - Empates; D - Derrotas; GP – Gols pró; GC – Gols contra; SG – Saldo de gols |                         |                         |                         |                         |                         |                         |                         |                         |                         |

Classificação
|  | Primeiro colocado no grupo e promovido para a Série A de 1986. |
|  | Segundo colocado no grupo.                                     |
|  | Eliminado.                                                     |

### Segunda fase

#### Grupo I
Para ler a tabela, a linha horizontal representa os jogos da equipe como mandante. A coluna vertical indica os jogos da equipe como visitante.
| Time | Time        | P  | J  | V | E | D | GP | GC | SG  |
| ---- | ----------- | -- | -- | - | - | - | -- | -- | --- |
| 1    | Palmeiras   | 22 | 16 | 7 | 8 | 1 | 22 | 11 | 11  |
| 2    | São Paulo   | 21 | 16 | 7 | 7 | 2 | 29 | 7  | 22  |
| 3    | Joinville   | 18 | 16 | 5 | 8 | 3 | 14 | 12 | 2   |
| 4    | America     | 18 | 16 | 5 | 8 | 3 | 14 | 14 | 0   |
| 5    | Santos      | 15 | 16 | 3 | 9 | 4 | 9  | 10 | -1  |
| 6    | Bangu       | 14 | 16 | 4 | 6 | 6 | 10 | 17 | -7  |
| 7    | Treze       | 12 | 16 | 4 | 4 | 8 | 8  | 20 | -12 |
| 8    | Botafogo    | 12 | 16 | 3 | 6 | 7 | 10 | 17 | -7  |
| 9    | Ponte Preta | 12 | 16 | 3 | 6 | 7 | 11 | 19 | -8  |

|     | ARJ | BAN | BOT | JOI | PAL | PON | SAN | SPA | TRE |
| --- | --- | --- | --- | --- | --- | --- | --- | --- | --- |
| ARJ | —   | 1-0 | 2-1 | 1-1 | 1-1 | 2-1 | 1-0 | 0-0 | 1-0 |
| BAN | 1-1 | —   | 1-0 | 1-1 | 0-1 | 0-0 | 1-1 | 1-0 | 1-0 |
| BOT | 0-0 | 0-0 | —   | 1-1 | 1-0 | 0-0 | 2-3 | 0-0 | 2-0 |
| JOI | 2-0 | 4-0 | 1-0 | —   | 0-0 | 1-0 | 0-0 | 0-0 | 3-0 |
| PAL | 1-1 | 2-2 | 3-2 | 2-0 | —   | 2-0 | 1-0 | 2-2 | 4-1 |
| PON | 3-1 | 1-2 | 1-0 | 2-0 | 0-0 | —   | 0-0 | 0-2 | 1-1 |
| SAN | 1-0 | 2-0 | 0-0 | 0-0 | 1-1 | 1-1 | —   | 0-0 | 0-1 |
| SPA | 1-1 | 2-0 | 5-0 | 5-0 | 0-0 | 6-1 | 2-0 | —   | 4-1 |
| TRE | 1-1 | 1-0 | 0-1 | 0-0 | 0-2 | 1-0 | 0-0 | 1-0 | —   |

|  |                                                |
|  | Equipes classificadas para as oitavas-de-final |
|  | Equipes eliminadas                             |
|  | Equipes rebaixadas                             |

#### Grupo J
Para ler a tabela, a linha horizontal representa os jogos da equipe como mandante. A coluna vertical indica os jogos da equipe como visitante.
| Time | Time                | P  | J  | V  | E | D | GP | GC | SG  |
| ---- | ------------------- | -- | -- | -- | - | - | -- | -- | --- |
| 1    | Guarani             | 25 | 16 | 10 | 5 | 1 | 26 | 6  | 20  |
| 2    | Fluminense          | 22 | 16 | 9  | 4 | 3 | 21 | 8  | 13  |
| 3    | Flamengo            | 17 | 16 | 6  | 5 | 5 | 18 | 10 | 8   |
| 4    | Grêmio              | 15 | 16 | 5  | 5 | 6 | 16 | 15 | 1   |
| 5    | Goiás               | 15 | 16 | 4  | 7 | 5 | 17 | 21 | -4  |
| 6    | Santa Cruz          | 15 | 16 | 3  | 9 | 4 | 13 | 16 | -3  |
| 7    | Atlético Goianiense | 13 | 16 | 3  | 7 | 6 | 14 | 20 | -6  |
| 8    | Vitória             | 12 | 16 | 4  | 4 | 8 | 11 | 20 | -9  |
| 9    | Central             | 10 | 16 | 2  | 6 | 8 | 11 | 31 | -20 |

|     | AGO | CEN | FLA | FLU | GOI | GRE | GUA | STA | VIT |
| --- | --- | --- | --- | --- | --- | --- | --- | --- | --- |
| AGO | —   | 2-0 | 0-0 | 0-2 | 1-1 | 0-1 | 0-3 | 3-1 | 1-0 |
| CEN | 1-1 | —   | 2-1 | 1-5 | 2-2 | 2-2 | 1-3 | 0-0 | 1-0 |
| FLA | 2-1 | 5-0 | —   | 0-0 | 1-2 | 1-1 | 0-0 | 0-1 | 2-0 |
| FLU | 0-0 | 2-0 | 1-0 | —   | 2-0 | 1-0 | 1-2 | 2-0 | 1-0 |
| GOI | 2-2 | 1-1 | 0-4 | 1-2 | —   | 0-0 | 0-0 | 0-2 | 2-1 |
| GRE | 4-2 | 3-0 | 2-0 | 1-0 | 0-3 | —   | 0-1 | 0-1 | 1-1 |
| GUA | 2-0 | 3-0 | 0-0 | 0-0 | 0-1 | 2-1 | —   | 3-1 | 4-0 |
| STA | 1-1 | 0-0 | 0-1 | 1-1 | 1-1 | 0-0 | 1-1 | —   | 2-2 |
| VIT | 0-0 | 1-0 | 0-1 | 2-1 | 2-1 | 1-0 | 0-2 | 1-1 | —   |

|  |                                                |
|  | Equipes classificadas para as oitavas-de-final |
|  | Equipes eliminadas                             |
|  | Equipes rebaixadas                             |

#### Grupo K
Para ler a tabela, a linha horizontal representa os jogos da equipe como mandante. A coluna vertical indica os jogos da equipe como visitante.
| Time | Time                | P  | J  | V | E | D | GP | GC | SG  |
| ---- | ------------------- | -- | -- | - | - | - | -- | -- | --- |
| 1    | Cruzeiro            | 21 | 16 | 8 | 5 | 3 | 23 | 12 | 11  |
| 2    | Portuguesa          | 21 | 16 | 7 | 7 | 2 | 19 | 10 | 9   |
| 3    | Bahia               | 20 | 16 | 9 | 2 | 5 | 17 | 13 | 4   |
| 4    | Inter de Limeira    | 18 | 16 | 6 | 6 | 4 | 19 | 18 | 1   |
| 5    | Atlético Paranaense | 17 | 16 | 5 | 7 | 4 | 15 | 12 | 3   |
| 6    | Náutico             | 14 | 16 | 6 | 2 | 8 | 14 | 18 | -4  |
| 7    | CSA                 | 14 | 16 | 4 | 6 | 6 | 12 | 16 | -4  |
| 8    | Sport               | 10 | 16 | 3 | 4 | 9 | 14 | 21 | -7  |
| 9    | Comercial-MS        | 9  | 16 | 2 | 5 | 9 | 13 | 26 | -13 |

|     | APR | BAH | CMS | CSA | CRU | ISP | NAU | POR | SPO |
| --- | --- | --- | --- | --- | --- | --- | --- | --- | --- |
| APR | —   | 3-1 | 1-0 | 2-1 | 1-1 | 2-2 | 2-1 | 1-1 | 2-0 |
| BAH | 0-0 | —   | 3-1 | 2-0 | 1-0 | 2-1 | 1-0 | 0-1 | 1-0 |
| CMS | 0-0 | 1-2 | —   | 0-3 | 3-3 | 0-0 | 0-1 | 1-0 | 2-1 |
| CSA | 0-0 | 1-0 | 0-0 | —   | 0-1 | 1-1 | 2-1 | 1-1 | 1-0 |
| CRU | 1-0 | 2-1 | 3-1 | 2-0 | —   | 5-1 | 1-0 | 2-0 | 0-0 |
| ISP | 1-0 | 1-1 | 2-0 | 2-0 | 1-0 | —   | 1-2 | 1-1 | 2-1 |
| NAU | 1-0 | 0-1 | 3-1 | 1-1 | 1-1 | 0-1 | —   | 0-2 | 1-0 |
| POR | 1-0 | 2-0 | 3-2 | 0-0 | 0-0 | 0-0 | 4-0 | —   | 1-1 |
| SPO | 1-1 | 0-1 | 1-1 | 3-1 | 2-1 | 3-2 | 0-2 | 1-2 | —   |

|  |                                                |
|  | Equipes classificadas para as oitavas-de-final |
|  | Equipes eliminadas                             |
|  | Equipes rebaixadas                             |

#### Grupo L
Para ler a tabela, a linha horizontal representa os jogos da equipe como mandante. A coluna vertical indica os jogos da equipe como visitante.
| Time | Time             | P  | J  | V | E | D  | GP | GC | SG  |
| ---- | ---------------- | -- | -- | - | - | -- | -- | -- | --- |
| 1    | Atlético Mineiro | 22 | 16 | 9 | 4 | 3  | 17 | 10 | 7   |
| 2    | Corinthians      | 21 | 16 | 7 | 7 | 2  | 23 | 10 | 13  |
| 3    | Vasco da Gama    | 19 | 16 | 7 | 5 | 4  | 24 | 15 | 9   |
| 4    | Criciúma         | 19 | 16 | 7 | 5 | 4  | 14 | 13 | 1   |
| 5    | Internacional    | 18 | 16 | 7 | 4 | 5  | 27 | 18 | 9   |
| 6    | Ceará            | 14 | 16 | 5 | 4 | 7  | 17 | 21 | -4  |
| 7    | Rio Branco-ES    | 13 | 16 | 5 | 3 | 8  | 19 | 24 | -5  |
| 8    | Nacional-AM      | 10 | 16 | 4 | 2 | 10 | 15 | 24 | -9  |
| 9    | Sobradinho       | 8  | 16 | 2 | 4 | 10 | 13 | 34 | -21 |

|     | AMG | CEA | COR | CRI | INT | NAC | RBR | SOB | VAS |
| --- | --- | --- | --- | --- | --- | --- | --- | --- | --- |
| AMG | —   | 2-0 | 0-1 | 1-1 | 1-0 | 1-0 | 1-0 | 1-1 | 1-0 |
| CEA | 2-0 | —   | 0-0 | 2-0 | 1-1 | 1-2 | 3-0 | 3-1 | 2-2 |
| COR | 1-2 | 4-0 | —   | 1-1 | 1-1 | 1-0 | 1-0 | 0-0 | 0-0 |
| CRI | 1-2 | 2-0 | 1-0 | —   | 1-1 | 2-1 | 0-0 | 1-0 | 1-0 |
| INT | 0-2 | 2-0 | 2-2 | 2-0 | —   | 2-1 | 5-1 | 3-1 | 0-1 |
| NAC | 2-1 | 0-0 | 1-3 | 0-1 | 2-1 | —   | 2-1 | 1-1 | 1-2 |
| RBR | 0-1 | 2-0 | 1-2 | 1-1 | 2-1 | 3-0 | —   | 2-3 | 1-1 |
| SOB | 1-1 | 0-2 | 0-5 | 0-1 | 0-3 | 2-1 | 2-3 | —   | 1-3 |
| VAS | 0-0 | 3-1 | 1-1 | 2-0 | 2-3 | 2-1 | 1-2 | 4-0 | —   |

|  |                                                |
|  | Equipes classificadas para as oitavas-de-final |
|  | Equipes eliminadas                             |
|  | Equipes rebaixadas                             |

### Fase final
|  | Oitavas de final | Oitavas de final | Oitavas de final | Oitavas de final |                  |                  | Quartas de final | Quartas de final | Quartas de final |  |         | Semifinais | Semifinais | Semifinais |  |         | Final | Final | Final | Final | Final |
|  |                  |                  |                  |                  |                  |                  |                  |                  |                  |  |         |            |            |            |  |         |       |       |       |       |       |
|  |                  |                  |                  |                  |                  |                  |                  |                  |                  |  |         |            |            |            |  |         |       |       |       |       |       |
|  | 1                | Guarani          | 3                | 2                |                  |                  |                  |                  |                  |  |         |            |            |            |  |         |       |       |       |       |       |
|  | 16               | Vasco da Gama    | 0                | 0                |                  |                  |                  |                  |                  |  |         |            |            |            |  |         |       |       |       |       |       |
|  | 16               | Vasco da Gama    | 0                | 0                |                  | Guarani          | 2                | 1                |                  |  |         |            |            |            |  |         |       |       |       |       |       |
|  |                  |                  |                  |                  |                  | Guarani          | 2                | 1                |                  |  |         |            |            |            |  |         |       |       |       |       |       |
|  |                  | Bahia            | 2                | 0                |                  |                  |                  |                  |                  |  |         |            |            |            |  |         |       |       |       |       |       |
|  | 8                | Bahia            | 2                | 0                | Palmeiras        | 0                | 1                |                  |                  |  |         |            |            |            |  |         |       |       |       |       |       |
|  | 8                |                  |                  |                  | Palmeiras        | 0                | 1                |                  |                  |  |         |            |            |            |  |         |       |       |       |       |       |
|  | 9                | Bahia            | 2                | 0                |                  |                  |                  |                  |                  |  |         |            |            |            |  |         |       |       |       |       |       |
|  | 9                | Bahia            | 2                | 0                |                  |                  |                  |                  |                  |  | Guarani | 0          | 2          |            |  |         |       |       |       |       |       |
|  |                  |                  |                  |                  |                  |                  |                  |                  |                  |  | Guarani | 0          | 2          |            |  |         |       |       |       |       |       |
|  |                  | Atlético Mineiro | 0                | 1                |                  |                  |                  |                  |                  |  |         |            |            |            |  |         |       |       |       |       |       |
|  | 5                | Atlético Mineiro | 0                | 1                | Atlético Mineiro | 1                | 1                |                  |                  |  |         |            |            |            |  |         |       |       |       |       |       |
|  | 5                |                  |                  |                  | Atlético Mineiro | 1                | 1                |                  |                  |  |         |            |            |            |  |         |       |       |       |       |       |
|  | 12               | Flamengo         | 1                | 0                |                  |                  |                  |                  |                  |  |         |            |            |            |  |         |       |       |       |       |       |
|  | 12               | Flamengo         | 1                | 0                |                  | Atlético Mineiro | 0                | 1                |                  |  |         |            |            |            |  |         |       |       |       |       |       |
|  |                  |                  |                  |                  |                  | Atlético Mineiro | 0                | 1                |                  |  |         |            |            |            |  |         |       |       |       |       |       |
|  |                  | Cruzeiro         | 0                | 1                |                  |                  |                  |                  |                  |  |         |            |            |            |  |         |       |       |       |       |       |
|  | 4                | Cruzeiro         | 0                | 1                | Cruzeiro         | 1                | 1                |                  |                  |  |         |            |            |            |  |         |       |       |       |       |       |
|  | 4                |                  |                  |                  | Cruzeiro         | 1                | 1                |                  |                  |  |         |            |            |            |  |         |       |       |       |       |       |
|  | 13               | Joinville        | 1                | 1                |                  |                  |                  |                  |                  |  |         |            |            |            |  |         |       |       |       |       |       |
|  | 13               | Joinville        | 1                | 1                |                  |                  |                  |                  |                  |  |         |            |            |            |  | Guarani | 1     | 3 (3) |       |       |       |
|  |                  |                  |                  |                  |                  |                  |                  |                  |                  |  |         |            |            |            |  | Guarani | 1     | 3 (3) |       |       |       |
|  |                  | São Paulo        | 1                | 3 (4)            |                  |                  |                  |                  |                  |  |         |            |            |            |  |         |       |       |       |       |       |
|  | 2                | São Paulo        | 1                | 3 (4)            | Portuguesa       | 0                | 0                |                  |                  |  |         |            |            |            |  |         |       |       |       |       |       |
|  | 2                |                  |                  |                  | Portuguesa       | 0                | 0                |                  |                  |  |         |            |            |            |  |         |       |       |       |       |       |
|  | 15               | America          | 1                | 0                |                  |                  |                  |                  |                  |  |         |            |            |            |  |         |       |       |       |       |       |
|  | 15               | America          | 1                | 0                |                  | America          | 2                | 1                |                  |  |         |            |            |            |  |         |       |       |       |       |       |
|  |                  |                  |                  |                  |                  | America          | 2                | 1                |                  |  |         |            |            |            |  |         |       |       |       |       |       |
|  |                  | Corinthians      | 0                | 2                |                  |                  |                  |                  |                  |  |         |            |            |            |  |         |       |       |       |       |       |
|  | 7                | Corinthians      | 0                | 2                | Corinthians      | 0                | 1                |                  |                  |  |         |            |            |            |  |         |       |       |       |       |       |
|  | 7                |                  |                  |                  | Corinthians      | 0                | 1                |                  |                  |  |         |            |            |            |  |         |       |       |       |       |       |
|  | 10               | Grêmio           | 0                | 1                |                  |                  |                  |                  |                  |  |         |            |            |            |  |         |       |       |       |       |       |
|  | 10               | Grêmio           | 0                | 1                |                  |                  |                  |                  |                  |  | America | 0          | 1          |            |  |         |       |       |       |       |       |
|  |                  |                  |                  |                  |                  |                  |                  |                  |                  |  | America | 0          | 1          |            |  |         |       |       |       |       |       |
|  |                  | São Paulo        | 1                | 1                |                  |                  |                  |                  |                  |  |         |            |            |            |  |         |       |       |       |       |       |
|  | 6                | São Paulo        | 1                | 1                | São Paulo        | 1                | 3                |                  |                  |  |         |            |            |            |  |         |       |       |       |       |       |
|  | 6                |                  |                  |                  | São Paulo        | 1                | 3                |                  |                  |  |         |            |            |            |  |         |       |       |       |       |       |
|  | 11               | Inter de Limeira | 2                | 0                |                  |                  |                  |                  |                  |  |         |            |            |            |  |         |       |       |       |       |       |
|  | 11               | Inter de Limeira | 2                | 0                |                  | São Paulo        | 0                | 2                |                  |  |         |            |            |            |  |         |       |       |       |       |       |
|  |                  |                  |                  |                  |                  | São Paulo        | 0                | 2                |                  |  |         |            |            |            |  |         |       |       |       |       |       |
|  |                  | Fluminense       | 1                | 0                |                  |                  |                  |                  |                  |  |         |            |            |            |  |         |       |       |       |       |       |
|  | 3                | Fluminense       | 1                | 0                | Fluminense       | 1                | 1                |                  |                  |  |         |            |            |            |  |         |       |       |       |       |       |
|  | 3                |                  |                  |                  | Fluminense       | 1                | 1                |                  |                  |  |         |            |            |            |  |         |       |       |       |       |       |
|  | 14               | Criciúma         | 2                | 0                |                  |                  |                  |                  |                  |  |         |            |            |            |  |         |       |       |       |       |       |

Fonte: Bola n@ Área

## A decisão
| 22 de Fevereiro de 1987 | São Paulo  | 1 – 1 | Guarani   | Morumbi, São Paulo Público: 81.060 Árbitro: Romualdo Arppi Filho |
|                         | Careca 63' |       | Evair 60' |                                                                  |

São Paulo: Gilmar; Zé Teodoro, Wagner Basílio, Dario Pereyra e Nelsinho; Bernardo, Silas e Pita; Müller, Careca e Sídnei (Pianelli). Técnico: Pepe.
Guarani: Sérgio Neri; Marco Antônio, Ricardo Rocha, Fernando e Zé Mário; Tosin, Tite (Nei) e Boiadeiro; Chiquinho Carioca (Catatau), Evair e João Paulo. Técnico: Carlos Gainete.
| 25 de Fevereiro de 1987 | Guarani                                        | 3 – 3 | São Paulo                                  | Brinco de Ouro, Campinas Público: 37.370 Árbitro: José de Assis Aragão |
|                         | Nelsinho 2' (GC) Boiadeiro 97' João Paulo 110' |       | Ricardo Rocha 9' (GC) Pita 91' Careca 119' |                                                                        |

|                                                      |       | Penalidades                                             |  |
| Boiadeiro: Tosin: João Paulo: Valdir Carioca: Evair: | 3 – 4 | Careca: Dario Pereyra: Fonseca: Rômulo: Wagner Basílio: |  |

Guarani: Sérgio Neri; Marco Antônio, Ricardo Rocha, Valdir Carioca e Zé Mário; Tosin, Tite (Vágner) e Boiadeiro; Catatau (Chiquinho Carioca), Evair e João Paulo. Técnico: Carlos Gainete.
São Paulo: Gilmar; Fonseca, Wagner Basílio, Dario Pereyra e Nelsinho; Bernardo, Silas (Manu) e Pita; Müller, Careca e Sídnei (Rômulo). Técnico: Pepe.

## Premiação
| Campeonato Brasileiro de Futebol de 1986    |
| São Paulo                                   |
| ------------------------------------------- |
| São Paulo Futebol Clube Campeão (2° título) |

### Bola de Pratade 1986
Os melhores jogadores do campeonato em suas posições, eleitos pela revista Placar:
 Gilmar (São Paulo)
  Alfinete (Joinville) •  Darío Pereyra (São Paulo) •  Ricardo Rocha (Guarani) •  Nelsinho (São Paulo)
 Jorginho (Palmeiras) •  Bernardo (São Paulo) •  Pita (São Paulo)
  Sérgio Araújo (Atlético Mineiro) •   Careca (São Paulo) •  João Paulo (Guarani)

Artilheiro:  Careca (São Paulo)
| Vencedor da Bola de Ouro

## Classificação final
| Classificação final da Copa Brasil 1986 | Classificação final da Copa Brasil 1986 | Classificação final da Copa Brasil 1986 | Classificação final da Copa Brasil 1986 | Classificação final da Copa Brasil 1986 | Classificação final da Copa Brasil 1986 | Classificação final da Copa Brasil 1986 | Classificação final da Copa Brasil 1986 | Classificação final da Copa Brasil 1986 | Classificação final da Copa Brasil 1986 |
| Time                                    | Time                                    | PG                                      | J                                       | V                                       | E                                       | D                                       | GP                                      | GC                                      | SG                                      |
| --------------------------------------- | --------------------------------------- | --------------------------------------- | --------------------------------------- | --------------------------------------- | --------------------------------------- | --------------------------------------- | --------------------------------------- | --------------------------------------- | --------------------------------------- |
| 1                                       | São Paulo                               | 47                                      | 34                                      | 17                                      | 13                                      | 4                                       | 62                                      | 22                                      | 40                                      |
| 2                                       | Guarani                                 | 53                                      | 34                                      | 21                                      | 11                                      | 2                                       | 59                                      | 18                                      | 41                                      |
| 3                                       | Atlético Mineiro                        | 45                                      | 32                                      | 17                                      | 11                                      | 4                                       | 39                                      | 20                                      | 19                                      |
| 4                                       | America                                 | 34                                      | 32                                      | 11                                      | 12                                      | 9                                       | 29                                      | 29                                      | 0                                       |
| 5                                       | Bahia                                   | 40                                      | 30                                      | 17                                      | 6                                       | 7                                       | 40                                      | 21                                      | 19                                      |
| 6                                       | Fluminense                              | 38                                      | 30                                      | 16                                      | 6                                       | 8                                       | 33                                      | 19                                      | 14                                      |
| 7                                       | Corinthians                             | 38                                      | 30                                      | 13                                      | 12                                      | 5                                       | 42                                      | 20                                      | 22                                      |
| 8                                       | Cruzeiro                                | 36                                      | 30                                      | 12                                      | 12                                      | 6                                       | 38                                      | 21                                      | 17                                      |
| 9                                       | Criciúma                                | 35                                      | 26                                      | 14                                      | 7                                       | 5                                       | 28                                      | 19                                      | 9                                       |
| 10                                      | Palmeiras                               | 34                                      | 28                                      | 12                                      | 10                                      | 6                                       | 42                                      | 23                                      | 19                                      |
| 11                                      | Portuguesa                              | 34                                      | 28                                      | 11                                      | 12                                      | 5                                       | 31                                      | 23                                      | 8                                       |
| 12                                      | Inter de Limeira (1)                    | 33                                      | 26                                      | 13                                      | 7                                       | 6                                       | 37                                      | 25                                      | 12                                      |
| 13                                      | Flamengo                                | 32                                      | 28                                      | 12                                      | 8                                       | 8                                       | 34                                      | 19                                      | 15                                      |
| 14                                      | Joinville                               | 29                                      | 28                                      | 8                                       | 13                                      | 7                                       | 30                                      | 31                                      | -1                                      |
| 15                                      | Vasco da Gama                           | 28                                      | 28                                      | 10                                      | 8                                       | 10                                      | 35                                      | 24                                      | 11                                      |
| 16                                      | Grêmio                                  | 28                                      | 28                                      | 9                                       | 10                                      | 9                                       | 32                                      | 27                                      | 5                                       |
| 17                                      | Internacional                           | 32                                      | 26                                      | 12                                      | 8                                       | 6                                       | 40                                      | 23                                      | 17                                      |
| 18                                      | Atlético Paranaense                     | 29                                      | 26                                      | 9                                       | 11                                      | 6                                       | 27                                      | 17                                      | 10                                      |
| 19                                      | Santos                                  | 29                                      | 26                                      | 9                                       | 11                                      | 6                                       | 25                                      | 16                                      | 9                                       |
| 20                                      | Rio Branco-ES                           | 27                                      | 26                                      | 10                                      | 7                                       | 9                                       | 29                                      | 29                                      | 0                                       |
| 21                                      | Bangu                                   | 26                                      | 26                                      | 8                                       | 10                                      | 8                                       | 21                                      | 23                                      | -2                                      |
| 22                                      | Ponte Preta                             | 25                                      | 26                                      | 9                                       | 7                                       | 10                                      | 29                                      | 30                                      | -1                                      |
| 23                                      | Goiás                                   | 25                                      | 26                                      | 7                                       | 11                                      | 8                                       | 25                                      | 30                                      | -5                                      |
| 24                                      | Treze                                   | 24                                      | 24                                      | 9                                       | 6                                       | 9                                       | 16                                      | 22                                      | -6                                      |
| 25                                      | Ceará                                   | 24                                      | 26                                      | 8                                       | 8                                       | 10                                      | 25                                      | 31                                      | -6                                      |
| 26                                      | CSA                                     | 24                                      | 26                                      | 7                                       | 10                                      | 9                                       | 20                                      | 23                                      | -3                                      |
| 27                                      | Santa Cruz                              | 24                                      | 26                                      | 6                                       | 12                                      | 8                                       | 24                                      | 30                                      | -6                                      |
| 28                                      | Sport                                   | 23                                      | 26                                      | 8                                       | 7                                       | 11                                      | 25                                      | 27                                      | -2                                      |
| 29                                      | Atlético Goianiense                     | 23                                      | 26                                      | 7                                       | 9                                       | 10                                      | 23                                      | 28                                      | -5                                      |
| 30                                      | Vitória                                 | 23                                      | 26                                      | 6                                       | 11                                      | 9                                       | 23                                      | 30                                      | -7                                      |
| 31                                      | Náutico                                 | 22                                      | 26                                      | 10                                      | 2                                       | 14                                      | 21                                      | 31                                      | -10                                     |
| 32                                      | Botafogo                                | 22                                      | 26                                      | 6                                       | 10                                      | 10                                      | 21                                      | 28                                      | -7                                      |
| 33                                      | Central                                 | 21                                      | 24                                      | 7                                       | 7                                       | 10                                      | 22                                      | 37                                      | -15                                     |
| 34                                      | Nacional-AM                             | 20                                      | 26                                      | 7                                       | 6                                       | 13                                      | 25                                      | 33                                      | -8                                      |
| 35                                      | Comercial-MS                            | 19                                      | 26                                      | 5                                       | 9                                       | 12                                      | 22                                      | 37                                      | -15                                     |
| 36                                      | Sobradinho                              | 16                                      | 26                                      | 5                                       | 6                                       | 15                                      | 21                                      | 46                                      | -25                                     |
| 37                                      | Sergipe                                 | 8                                       | 10                                      | 3                                       | 2                                       | 5                                       | 5                                       | 16                                      | -11                                     |
| 38                                      | Operário-MS                             | 7                                       | 10                                      | 3                                       | 1                                       | 6                                       | 9                                       | 15                                      | -6                                      |
| 39                                      | Botafogo-PB                             | 7                                       | 10                                      | 3                                       | 1                                       | 6                                       | 9                                       | 16                                      | -7                                      |
| 40                                      | Fortaleza                               | 6                                       | 10                                      | 2                                       | 2                                       | 6                                       | 7                                       | 19                                      | -12                                     |
| 41                                      | Sampaio Corrêa                          | 6                                       | 10                                      | 1                                       | 4                                       | 5                                       | 5                                       | 15                                      | -10                                     |
| 42                                      | Remo                                    | 6                                       | 10                                      | 0                                       | 6                                       | 4                                       | 9                                       | 15                                      | -6                                      |
| 43                                      | Tuna Luso                               | 5                                       | 10                                      | 2                                       | 1                                       | 7                                       | 8                                       | 20                                      | -12                                     |
| 44                                      | Coritiba                                | 5                                       | 10                                      | 1                                       | 3                                       | 6                                       | 3                                       | 9                                       | -6                                      |
| 45                                      | Alecrim                                 | 5                                       | 10                                      | 1                                       | 3                                       | 6                                       | 7                                       | 15                                      | -8                                      |
| 46                                      | Paysandu                                | 3                                       | 10                                      | 1                                       | 1                                       | 8                                       | 5                                       | 18                                      | -13                                     |
| 47                                      | Piauí                                   | 3                                       | 10                                      | 1                                       | 1                                       | 8                                       | 6                                       | 26                                      | -20                                     |
| 48                                      | Operário VG                             | 3                                       | 10                                      | 1                                       | 1                                       | 8                                       | 4                                       | 24                                      | -20                                     |
| 49                                      | Juventus                                | 12                                      | 8                                       | 4                                       | 4                                       | 0                                       | 8                                       | 2                                       | 6                                       |
| 50                                      | Americano                               | 11                                      | 8                                       | 5                                       | 1                                       | 2                                       | 11                                      | 6                                       | 5                                       |
| 51                                      | Maranhão                                | 10                                      | 8                                       | 4                                       | 2                                       | 2                                       | 10                                      | 7                                       | 3                                       |
| 52                                      | Marcílio Dias                           | 10                                      | 8                                       | 4                                       | 2                                       | 2                                       | 8                                       | 6                                       | 2                                       |
| 53                                      | Rio Negro-AM                            | 10                                      | 8                                       | 3                                       | 4                                       | 1                                       | 5                                       | 2                                       | 3                                       |
| 54                                      | Goytacaz                                | 9                                       | 8                                       | 4                                       | 1                                       | 3                                       | 12                                      | 11                                      | 1                                       |
| 55                                      | Moto Club                               | 9                                       | 8                                       | 4                                       | 1                                       | 3                                       | 9                                       | 10                                      | -1                                      |
| 56                                      | América de Natal                        | 9                                       | 8                                       | 3                                       | 3                                       | 2                                       | 9                                       | 3                                       | 6                                       |
| 57                                      | Pinheiros-PR                            | 9                                       | 8                                       | 3                                       | 3                                       | 2                                       | 11                                      | 9                                       | 2                                       |
| 58                                      | Londrina                                | 9                                       | 8                                       | 3                                       | 3                                       | 2                                       | 9                                       | 8                                       | 1                                       |
| 59                                      | Santo André                             | 9                                       | 8                                       | 3                                       | 3                                       | 2                                       | 8                                       | 8                                       | 0                                       |
| 60                                      | Desportiva Ferroviária                  | 8                                       | 8                                       | 3                                       | 2                                       | 2                                       | 9                                       | 7                                       | 2                                       |
| 61                                      | Guarany de Sobral                       | 8                                       | 8                                       | 3                                       | 2                                       | 3                                       | 8                                       | 9                                       | -1                                      |
| 62                                      | Anápolis                                | 8                                       | 8                                       | 3                                       | 2                                       | 3                                       | 8                                       | 9                                       | -1                                      |
| 63                                      | CRB                                     | 8                                       | 8                                       | 3                                       | 2                                       | 3                                       | 6                                       | 7                                       | -1                                      |
| 64                                      | Juventude                               | 8                                       | 8                                       | 2                                       | 4                                       | 2                                       | 7                                       | 5                                       | 2                                       |
| 65                                      | Catuense                                | 8                                       | 8                                       | 2                                       | 4                                       | 2                                       | 9                                       | 9                                       | 0                                       |
| 66                                      | Itumbiara                               | 8                                       | 8                                       | 1                                       | 6                                       | 1                                       | 6                                       | 7                                       | -1                                      |
| 67                                      | Taguatinga                              | 7                                       | 8                                       | 3                                       | 1                                       | 4                                       | 14                                      | 12                                      | 2                                       |
| 68                                      | Avaí                                    | 7                                       | 8                                       | 3                                       | 1                                       | 4                                       | 5                                       | 6                                       | -1                                      |
| 69                                      | Novo Hamburgo                           | 7                                       | 8                                       | 3                                       | 1                                       | 4                                       | 8                                       | 11                                      | -3                                      |
| 70                                      | América Mineiro                         | 7                                       | 8                                       | 2                                       | 3                                       | 3                                       | 10                                      | 9                                       | 1                                       |
| 71                                      | Ferroviário                             | 6                                       | 8                                       | 1                                       | 4                                       | 3                                       | 7                                       | 8                                       | -1                                      |
| 72                                      | Ubiratan                                | 6                                       | 7                                       | 1                                       | 4                                       | 2                                       | 5                                       | 6                                       | -1                                      |
| 73                                      | Fluminense de Feira                     | 6                                       | 8                                       | 1                                       | 4                                       | 3                                       | 7                                       | 12                                      | -5                                      |
| 74                                      | Brasil de Pelotas                       | 4                                       | 8                                       | 1                                       | 2                                       | 5                                       | 8                                       | 13                                      | -5                                      |
| 75                                      | Sport Belém                             | 4                                       | 8                                       | 1                                       | 2                                       | 5                                       | 5                                       | 11                                      | -6                                      |
| 76                                      | Confiança                               | 4                                       | 8                                       | 1                                       | 2                                       | 5                                       | 5                                       | 14                                      | -9                                      |
| 77                                      | Mixto                                   | 4                                       | 8                                       | 1                                       | 2                                       | 5                                       | 9                                       | 21                                      | -12                                     |
| 78                                      | Cascavel Esporte Clube                  | 4                                       | 8                                       | 0                                       | 4                                       | 4                                       | 6                                       | 12                                      | -6                                      |
| 79                                      | River-PI                                | 4                                       | 8                                       | 0                                       | 4                                       | 4                                       | 6                                       | 15                                      | -9                                      |
| 80                                      | Uberlândia                              | 3                                       | 7                                       | 0                                       | 3                                       | 4                                       | 2                                       | 7                                       | -5                                      |

|  |                                                                         |
|  | Campeão e classificado para a Taça Libertadores da América de 1987      |
|  | Vice-campeão e classificado para a Taça Libertadores da América de 1987 |
|  | Eliminados nas semifinais                                               |
|  | Eliminados nas quartas-de-final                                         |
|  | Eliminados nas oitavas-de-final                                         |
|  | Eliminados na segunda fase (grupos I-L)                                 |
|  | Eliminados na segunda fase e rebaixados no grupo (grupos I-L)           |
|  | Eliminados na primeira fase e rebaixados automáticamente (grupos A-D)   |
|  | Eliminados no Torneio Paralelo (grupos E-H)                             |

## Artilheiros
| Pos. | Jogador      | Equipe      | Gols |
| ---- | ------------ | ----------- | ---- |
| 1    | Careca       | São Paulo   | 25   |
| 2    | Evair        | Guarani     | 24   |
| 3    | Mirandinha   | Palmeiras   | 21   |
| 4    | Cláudio Adão | Bahia       | 18   |
| 5    | Edmar        | Corinthians | 15   |
| 6    | Lima         | Grêmio      | 14   |